# Go Gentle
«Go Gentle» —en español: «Ve Suave»— es una canción interpretada por el cantante y compositor británico Robbie Williams, perteneciente a su noveno álbum de estudio como solista Swings Both Ways. El tema está dedicado a su hija, Theodora Rose.

## Posicionamiento en listas
| Chart (2013)                          | Mejor posición |
| ------------------------------------- | -------------- |
| Alemania (Offizielle Deutsche Charts) | 1              |
| Australia (ARIA)                      | 15             |
| Austria (Ö3 Austria Top 40)           | 19             |
| Bélgica (Flandes) (Ultratop 50)       | 4              |
| Bélgica (Valonia) (Ultratop 50)       | 2              |
| Canadá (Canadian Hot 100)             | 1              |
| Dinamarca (Tracklisten)               | 1              |
| Estados Unidos (Billboard Hot 100)    | 76             |
| Estados Unidos (Mainstream Top 40)    | 6              |
| Estados Unidos (Radio Songs)          | 13             |
| Francia (SNEP)                        | 3              |
| Irlanda (IRMA)                        | 9              |
| Suiza (Schweizer Hitparade)           | 6              |
| Reino Unido (UK Dance Chart)          | 13             |
| Reino Unido (UK Singles Chart)        | 10             |